# Birgitta von Otter
Birgitta von Otter (Budapest, Hungría; 7 de enero de 1939) es una escritora, periodista, ensayista y biógrafa sueca.
Miembro de una familia de la aristocracia sueca, es bisnieta del primer ministro sueco Fredrik von Otter (1833-1910) e hija del barón y diplomático Göran von Otter. Estuvo casada con el político Social Demócrata y exministro sueco Kjell-Olof Feldt desde 1970 hasta el fallecimiento de él en el año 2025.
Se casó en primeras nupcias con un diplomático con quien tuvo tres hijos.
Escribió la biografía de su padre y el éxito La sombra del cáncer (I cancerns skugga : ett år av förtvivlan och hopp) , sobre la enfermedad de su esposo y otros ensayos sobre el mal de Alzheimer.
Su hermana menor es la cantante Anne Sofie von Otter. El sociólogo Casten von Otter es su hermano.

## Publicaciones
- Glomskans flod. ISBN 978-91-1-959021-3 - ISBN 91-1-959021-0 1994
- Navelsträngar och narrspeglar. Stockholm: Alba, 1991. ISBN 91-7458-247-X.
- Kvarlevor. ISBN 978-91-85567-59-1, 2010
- I cancerns skugga : ett år av förtvivlan och hopp ISBN 91-89617-64-9 Stockholm : Ekerlid, 2003
- Personligt meddelande (novela) ISBN 91-7458-083-3 Stockholm : Alba, 1989
- Snöängel (novela) ISBN 91-1-300851-X (inb) Stockholm : Norstedt, 2000